# Hieracium gemellum
Hieracium gemellum là một loài thực vật có hoa trong họ Cúc. Loài này được almo. ex Elfstr. mô tả khoa học đầu tiên năm 1893.